# 노숙

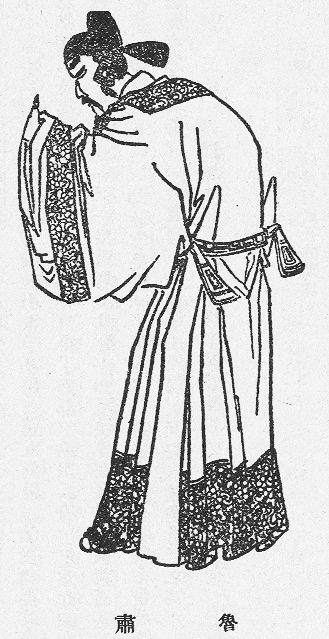
노숙

노숙(魯肅, 병음 Lǔ Sù 172년 ~ 217년)은 중국 후한 말의 전략가, 정치가로 자는 자경(子敬)이며 서주 임회군 동성현(東城縣) 사람이다.

## 생애
어릴 적에 아버지를 여의고 조모와 함께 살았다. 집안이 부유하며, 사람들에게 베푸는 것을 좋아했고, 돈을 풀어 가난한 자를 구휼하고 인재들과 교제를 쌓아 고을의 환심을 샀다.
주유(周瑜)가 거소장(거소현의 현장)일 때 노숙에게 군량을 요청하였고, 노숙은 각각 3천 곡의 곡식이 있는 창고 둘 중 하나를 주유에게 아주 내어 주어, 이로써 주유와 친교를 쌓았다. 원술(袁術)이 불러서 동성장(동성현의 현장)으로 삼았으나, 원술의 통치에 기강이 해이해진 것을 보고 100여명의 소년들을 이끌고 주유가 있는 거소로 갔다. 주유가 거소장을 버리고 동쪽으로 달아나자 함께했으나, 마침 조모가 죽어 고향 동성현으로 돌아갔다. 친교가 있던 유엽(劉曄)이 편지를 보내 함께 정보(鄭寶)를 따르기를 권하였다. 마침 노숙은 장사를 마치고 곡아에 있었는데, 유엽의 말에 따라 북쪽으로 가려 했다. 주유는 노숙의 어머니를 오군으로 모셔 왔었고, 노숙이 정황을 말하자 주유는 자신의 주군 손권을 선양하여 후한 왕실을 대신할 수 있는 인물이라고 하여 노숙을 만류했고, 노숙은 주유의 설득을 받아들였다. 주유가 노숙을 손권에게 추천했다.
208년 조조(曹操)가 하북의 원소(袁紹)와 관도대전에서 싸워 이기고, 하북을 평정한 기세로 유종(劉琮)의 형주마저 점령하니 조조는 마침내 강동을 노리기 시작했다. 이에 손권의 신하들은 모두 조조에게 항복하여 오나라의 평화를 지키자고 주장하였으나, 노숙은 홀로 유비(劉備)와 결탁하여 형주를 점령, 조조와 항전하자고 주장하였다. 노숙은 당양으로 가서 유비와 동맹을 맺고, 주유의 활약으로 조조는 적벽대전에서 대패한다. 210년 주유를 이어 강동의 군권을 거느리게 되었다. 217년 여몽(呂蒙)을 후임으로 선정하고 병사하였다. 노숙은 손권에게 천하삼분지계를 건의하였으며, 사람됨이 온화하였다.

## 죽음
노숙은 217년에 46세의 나이로 사망했다. 손권은 그의 죽음을 슬퍼하며 장례식에 참석하였다. 제갈량 또한 노숙을 위한 추도식을 열었다.

## 평론
배잠론(裴潛論)에서 노숙(魯肅)은 말솜씨, 문장 솜씨가 뛰어났고 병법에도 밝았으며 사려가 깊고 총명함이 뛰어난 사람이라고 평했다. 

## 가계
- 아들 : 노숙 - 유복자
  - 손자 : 노목(魯睦)

## 같이 보기
- 삼국지 인물 목록